# Stangenbach (Lauter)
Der Stangenbach ist ein Bach im Landkreis Heilbronn im nördlichen Baden-Württemberg von vier Kilometern Länge, der bei der Wüstenroter Lohmühle von links und Nordosten in die obere Spiegelberger Lauter mündet.

## Name
Als Oikonym tritt der Name schon im Jahr 779 als Stangbach urkundlich in Erscheinung. Es wird vermutet, dass sich das Bestimmungswort auf den Wald bezog, aus dem der Bach kommt und in dem Stangen geschlagen wurden.

## Geographie

### Verlauf
Der Stangenbach entsteht am Nordfuß des 559 m ü. NHN hohen Stangenbergs auf dem Gebiet der Gemeinde Wüstenrot neben der nördlichen Wesleystraße auf etwa 500 m ü. NHN in einer beginnenden Waldklinge. Von dort fließt er westsüdwestlich, bildet bald die Markungsgrenze gegenüber Löwenstein am rechten Ufer, bis die Talstraße K 2098 von links von Wüstenrot und dem Schmellenhof kommend ins Tal absteigt und ein Zufluss aus Richtung des Horkenbergs von rechts mündet. Dann wendet sich der Bach nach Südsüdwesten zurück ins Gebiet Wüstenrots, ein Kurs, den er forthin recht beständig halten wird.

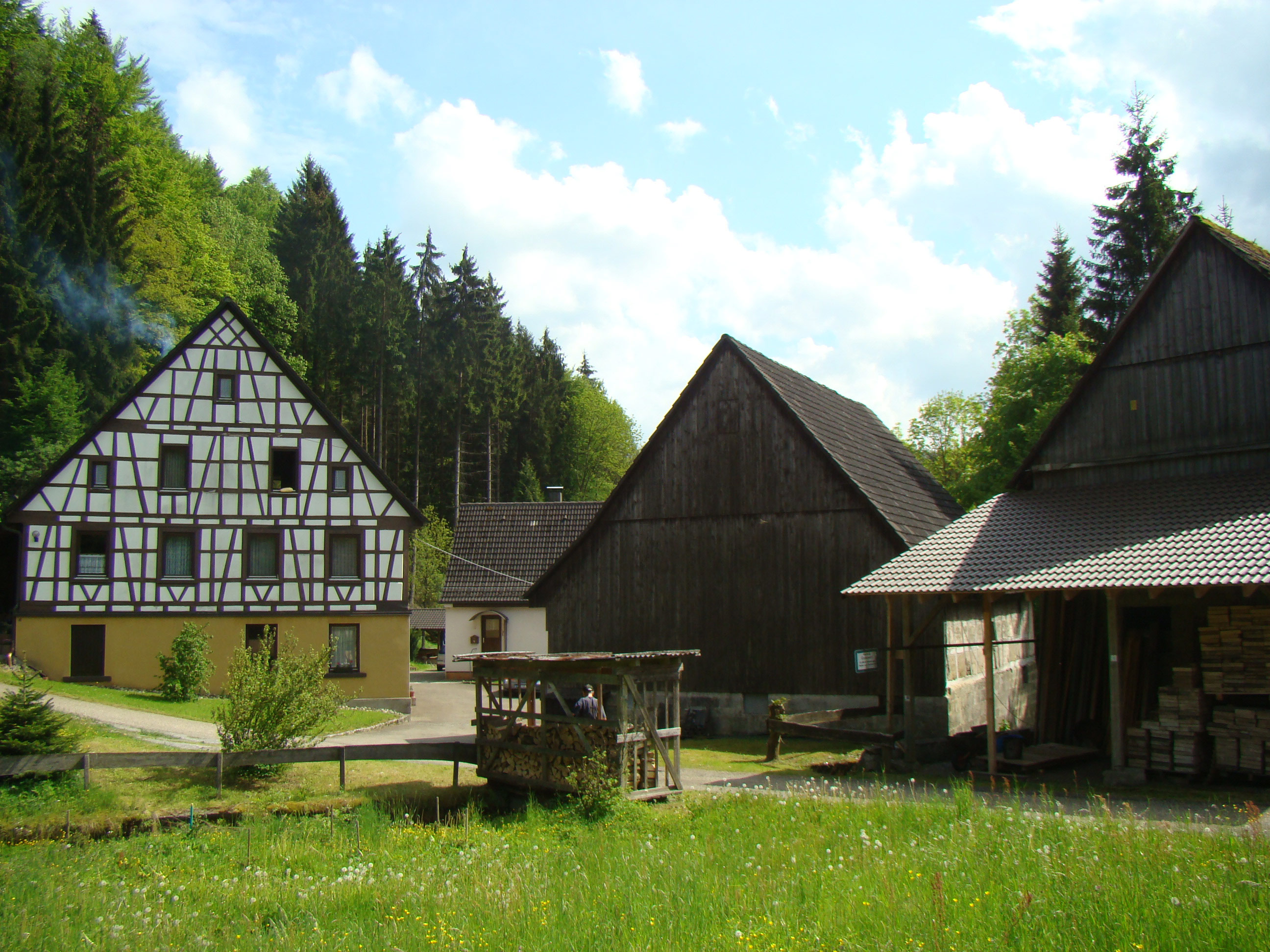
Die Wüstenroter Lohmühle. Der Stangenbach kommt von links ins Bild

Er tritt bald danach in die offene Flur ein, die den Weilern Schmellenhof auf dem linken Hügel, Stangenbach im Tal am Zulauf des längsten Nebentals aus der Pfaffenklinge sowie Greuthof gemeinsam ist. Hier durchfließt er die einzige größere Talsiedlung Stangenbach, wonach er in teils offener Aue wieder zwischen Waldhängen zieht.
Der Stangenbach mündet schließlich nach 4,0 km langem, westsüdwestlichem bis südsüdwestlichem Lauf mit mittleren Sohlgefälle von etwa 31 ‰ auf etwa 375 m ü. NHN und damit etwa 125 Höhenmeter unterhalb seiner Quelle von links und zuletzt Nordosten an der Wüstenroter Lohmühle in die hier selbst erst wenig längere Lauter.

### Einzugsgebiet
Der Stangenbach hat ein Einzugsgebiet von 4,6 km² Größe. Es liegt, naturräumlich gesehen, am Nordostrand des Unterraums Südwestliche Löwensteiner Berge der Schwäbisch-Fränkischen Waldberge zum Nachbar-Unterraum Vorderer Mainhardter Wald darin.
Es hat ungefähr birnenförmige Gestalt mit der Spitze im Südwesten an der Mündung in den Murr-Zufluss Lauter und es erstreckt sich von der Abzweigung der Wüstenroter Wesleystraße von der Kreisstraße am Spatzenhof aus etwa 3,2 km nach Südwesten zur Mündung, quer dazu misst es an der breitesten Stelle 2,2 km.
Der nördlichste Punkt liegt auf dem Gipfel des Löwensteiner Horkenbergs auf 549 m ü. NHN, wo ganz kurz das Einzugsgebiet des Bernbachs anliegt, der über die Brettach zum unteren Kocher entwässert. Von dort folgt die nun nordnordöstliche Wasserscheide dem Rand der Flurinsel um das Chausseehaus und den Spatzenhof bis zum nordöstlichsten Punkt nahe der Quelle, hinter welcher das Quellgebiet der Fichtenberger Rot liegt, die dem oberen Kocher zustrebt. Die anschließende östliche Wasserscheide erklimmt den Stangenberg (559 m ü. NHN) und läuft dann am Westrand des Siedlungsgebietes und der Rodungsinsel von Wüstenrot, deren Abfluss vom Tiefenbach zur oberen Fichtenberger Rot geführt wird, südwärts bis auf den Raitelberg (561 m ü. NHN).
Vom Raitelberg zieht die Einzugsgebietsgrenze dann auf dem Bergrücken Heßberg (505,6 m ü. NHN) südwestlich zur Mündung auf etwa 375 m ü. NHN; jenseits dieses Stücks der Gesamtwasserscheide fließt der Buchenbach fast parallel zum Stangenbach und etwas weiter abwärts in die Lauter, die über die Murr merklich oberhalb des Kochers in den Neckar entwässert. Von der Mündung an aufwärts folgt die rechte, westliche Wasserscheide dem Kamm des Bergrückens gegen das obere Lautertal ziemlich genau nordwärts bis zum Horkenberggipfel wieder im Norden, wobei sie den Greuthof außen berührt; dieser Kamm erreicht erst wieder am Horkenbergfuß 500 m ü. NHN.
Wenigstens drei Viertel des im Höhenintervall von 375 und 559 m ü. NHN liegenden Einzugsgebietes sind bewaldet. In seiner Mitte liegt eine talquerende Rodungsinsel um die Wüstenroter Weiler Schmellenhof, Stangenbach und Greuthof, ein nur schmaler Streifen im Osten gegen Wüstenrot liegt ebenfalls in offener Flur, darin stehen auch einige Häuser des Dorfes. Ansonsten gehört nur noch der Wohnplatz Lohmühle zum Einzugsgebiet. Von diesem ist ein unter 0,8 km² großes Teilstück im Norden, ein völlig unbesiedeltes Hangwaldgebiet um den Horkenberg, Teil des Gebietes der Kleinstadt Löwenstein sowie ein winziger Schnipsel an der Lohmühle Teil von Beilstein, der weit überwiegende Rest gehört zur Gemeinde Wüstenrot.

### Zuflüsse und Seen
Liste der Zuflüsse und  Seen von der Quelle zur Mündung. Gewässerlänge, Seefläche, Einzugsgebiet und Höhe nach den entsprechenden Layern auf der Onlinekarte der LUBW. Andere Quellen für die Angaben sind vermerkt.
Auswahl.
Ursprung des Stangenbachs am Nordfuß des Stangenbergs auf etwa 500 m ü. NHN wenig westlich des Altersheims im Wald an der Wüstenroter Wesleystraße.
- (Bach aus der Säuhagenklinge), von rechts und Norden auf etwa 450 m ü. NHN, 0,6 km und ca. 0,2 km². Entsteht am Osthang des Horkenbergs aus zwei Ästen, die im 490 m ü. NHN entspringen.
- (Bach aus der Bruderklinge), von rechts und Nordwesten auf etwa 426,4 m ü. NHN[LUBW 4], 0,6 km und ca. 0,4 km². Entsteht am Südwestfuß des Horkenbergs auf etwa 475 m ü. NHN. Hat einen etwa längeren, oben geteilten Quellast vom Südfuß des Horkenbergs.
- (Bach aus der Pfaffenklinge), von links und Ostnordosten in Stangenbach, 1,4 km und ca. 1,0 km². Länge mit dem rechten Quellast, der auf etwa 510 m ü. NHN am Westrand von Wüstenrot in der Pfaffenklinge am Silberstollen entsteht.
  - (Bach aus dem Holzwiesenwald), von rechts und Osten vor dem Sporn des Heidenbuckels, 0,6 km. Wenig längerer linker Quellast, der am Westrand von Wüstenrot neben der Straße nach Schmellenhof entsteht.
  - (Bach vom Westhang des Stangenbergs), von rechts und Nordosten kurz vor Stangenbach, 0,8 km.
- Kronbach, von links und Osten aus der Fuchsklinge auf etwa 397 m ü. NHN, 1,1 km und ca. 0,5 km². Entsteht auf etwas über 500 m ü. NHN am Wellingtonienplatz.
  - (Kürzerer Quellast), von rechts und Nordosten am Mittellauf, 0,5 km.
  -  Durchfließt auf unter 415 m ü. NHN einen Waldteich, 0,1 ha.
- (Bach aus Richtung der Waldhütte am Kanapee auf dem Heßberg-Gipfel), von links und Ostsüdosten, 0,4 km.
- (Bach aus der Seelesklinge), von rechts und Nordwesten fast noch gegenüber dem vorigen, ca. 0,3 km.[LUBW 7] Entsteht auf unter 430 m ü. NHN an der Südspitze der Rodungsinsel um den Greuthof.
- (Bach aus Richtung der Waldhütte am Heßberg-Sporn), von links und Osten, 0,4 km.

Mündung des Stangenbachs wenige Meter nach der Wüstenroter Lohmühle nach Wechsel über die Gemeindegrenze zu Beilstein auf etwa 375 m ü. NHN von links und zuletzt Nordosten in die obere Spiegelberger Lauter. Der Bach hat eine Gesamtlänge von 4,0 km und ein Einzugsgebiet von 4,6 km, die Lauter selbst bis dortjon erst eine Länge von 4,3 km und ein 5,9 km großes Teileinzugsgebiet.

## Geologie
Die Quelle des Stangenbachs und die höheren seiner Zuflüsse – wie etwas des Bachs aus der Pfaffenklinge – liegen nahe der Grenze zwischen dem Stubensandstein (Löwenstein-Formation) und dem diesen überlagernden Knollenmergel (Trossingen-Formation), der im Ring um die hier drei letzten Schwarzjurahöcker Horkenberg, Stangenberg und Raitelberg am Nordwestrand der Keuperberge des Schwäbisch-Fränkischen Waldes liegt. Die Läufe bleiben dann bis hinab zur Stangenbachmündung im Stubensandstein. 
Die Stangenbachquelle liegt dicht am Rand des Einzugsgebietes der bedeutenderen oberen Fichtenberger Rot, das in einem spitzen Westkeil vor dem Horkenberg ausläuft. Die Rot selbst entsteht nur einen halben bis einen Kilometer nordwestlich bis nordöstlich vom Stangenbachursprung entfernt – die Ansichten über deren Quelllage differieren etwas – und läuft in einer sehr flachen Talmulde südsüdöstlich zum oberen Kocher, wobei sie auf den ersten 4 km etwa 40–45 m an Höhe verliert, während sich der Stangenbach auf seinem ebenso langen Gesamtlauf etwa 125 m tief in sein steiles Kerbtal eingräbt, also etwa dreimal so viel Gefälle hat. Ähnliches gilt für den Brettach-Zufluss Bernbach an der Nordseite des Keiles zum Keuper-Stufenrand zu. Hieran zeigt sich die größere Erosionskraft der auf direkterem Wege zum Rhein entwässernden Bäche gegenüber der erdgeschichtlich mit Abfluss in Richtung Donau angelegten Rot.

### Geotope
Am Südhang des Horkenbergs in der Steinfelsklinge, in der Säuhagenklinge östlich des Bergs und in der Pfaffenklinge westlich von Wüstenrot gibt es Aufschlüsse im Stubensandstein mit landschaftstypischen geomorphologischen Bildungen. Am Nordrand des Einzugsgebietes beim Chausseehaus liegt eine Sandgrube ebenfalls im Stubensandstein, in der Kieselhölzer gefunden werden, ebenso nordöstlich des Weilers Stangenbach am Hang des Stangenbergs. In einem aufgelassenen Steinbruch am Westhang des Raitelbergs ist Angulatensandstein aus dem Schwarzjura aufgeschlossen.

## Natur und Schutzgebiete
Die obere Säuhagenklinge und die obere Steinfelsklinge sind Naturdenkmale, ebenso ein Feuchtgebiet an der Mündung der Säuhagenklinge und   die obere Pfaffenklinge mit dem Silberstollen. Die Aue des Untertals ab dem Zufluss aus Richtung des Heßberg-Gipfels ist Teil des Landschaftsschutzgebietes Spiegelberger Lautertal mit Nebentälern und angrenzenden Gebieten. Zwischen Horkenberg im Norden und dem Schmellenhof im Süd ist ein Abschnitt des Obertals festgesetzt als Wasserschutzgebiet Wüstenrot-Schmellenberg.

### LUBW
Amtliche Online-Gewässerkarte mit passendem Ausschnitt und den hier benutzten Layern: Lauf und Einzugsgebiet des Stangenbachs

Allgemeiner Einstieg ohne Voreinstellungen und Layer: Daten- und Kartendienst der Landesanstalt für Umwelt Baden-Württemberg (LUBW) (Hinweise)
1. 1 2 3 4  Höhe nach dem Höhenlinienbild auf dem Hintergrundlayer Topographische Karte.
2. 1 2  Länge nach dem Layer Gewässernetz (AWGN).
3. 1 2 3  Einzugsgebiet nach dem Layer Basiseinzugsgebiet (AWGN).
4. 1 2 3 4 5  Höhe nach schwarzer Beschriftung auf dem Hintergrundlayer Topographische Karte.
5. ↑  Seefläche nach dem Layer Stehende Gewässer.
6. ↑  Einzugsgebiet abgemessen auf dem Hintergrundlayer Topographische Karte.
7. ↑  Länge abgemessen auf dem Hintergrundlayer Topographische Karte.
8. ↑  Geotope nach dem einschlägigen Layer.
9. ↑  Schutzgebiete nach den einschlägigen Layern, Natur teilweise nach dem Layer Biotop.

### Sonstige
1. 1 2  Wolf-Dieter Sick: Geographische Landesaufnahme: Die naturräumlichen Einheiten auf Blatt 162 Rothenburg o. d. Tauber. Bundesanstalt für Landeskunde, Bad Godesberg 1962. → Online-Karte (PDF; 4,7 MB)
2. ↑  Modellierte Werte nach Abfluss-BW Gewässerknoten MQ/MNQ
3. ↑  Albrecht Greule: Deutsches Gewässernamenbuch. Walter de Gruyter, Berlin / Boston 2014, ISBN 978-3-11-057891-1, S. 511, „Stangenbach“ (Auszug in der Google-Buchsuche).
4. ↑  Geologie nach der unter → Literatur aufgeführten geologischen Karte und nach den Layern zu Geologische Karte 1:50.000 auf: Mapserver des Landesamtes für Geologie, Rohstoffe und Bergbau (LGRB) (Hinweise)
5. ↑  Geotopbeschreibung Steinfelsklinge (PDF, 352 KB).
6. ↑  Geotopbeschreibung Säuhagenklinge (PDF, 352 KB).
7. ↑  Geotopbeschreibung Pfaffenklinge (PDF, 1,29 MB).
8. ↑  Geotopbeschreibung Sandgrube südlich des Chausseehauses (PDF, 352 KB).
9. ↑  Geotopbeschreibung Sandgrube nordöstlich von Stangenbach (PDF, 352 KB).
10. ↑  Geotopbeschreibung Unterjuraaufschluss am Raitelberg (PDF, 350 KB).